# محمد عيسى (لاعب كرة قدم بحريني)
محمد عيسى عبد الله (20 نوفمبر 1986) لاعب كرة قدم بحريني يلعب حاليا لصالح نادي المنامة البحريني في مركز قلب الدفاع من 2014.

## المسيرة الرياضية

### الأندية
في 1 يوليو 2004 تم تصعيد عبيسى إلى الفريق الأول بنادي سترة. في موسمه الأول 2004-2005 وفي بطولة دوري الدرجة الثانية ساهم في تتويج فريقه بالبطولة بعدما تصدر الترتيب بفارق نقطتين عن وصيفه المالكية وصعدا معا إلى الدوري الممتاز وليحقق عيسى أولى بطولاته مع الأندية. وفي بطولة كأس ملك البحرين ساهم في وصول فريقه إلى الدور الربع النهائي حينها خسر من المحرق 0-2. وفي بطولة كأس الاتحاد البحريني فشل فريقه في التأهل إلى الدور النصف النهائي بعدما احتل المركز الثالث في المجموعة الثانية بفارق 5 نقاط عن المتصدر البحرين.
في موسمه الثاني 2005-2006 وفي بطولة الدوري الممتاز ساهم في احتلال فريقه المركز الخامس بفارق 4 نقاط عن منطقة الهبوط. وفي بطولة كأس ملك البحرين خرج من مباراته الأولى عندما خسر في الدور 16 من الرفاع الشرقي بركلات الترجيح.
في موسمه الثالث 2006-2007 وفي بطولة الدوري الممتاز ساهم في احتلال فريقه المركز الثاني عشر الأخير بفارق 10 نقاط عن منطقة الأمان وبالتالي هبط إلى الدرجة الثانية. وفي بطولة كأس ملك البحرين ساهم في وصول فريقه إلى الدور الربع النهائي حينها خسر من الرفاع 0-2. وفي بطولة كأس الاتحاد البحريني فشل فريقه في التأهل إلى الدور النصف النهائي بعدما احتل المركز الثالث في المجموعة الأولى بفارق 6 نقاط عن المتصدر الأهلي.
في موسمه الرابع 2007-2008 وفي بطولة دوري الدرجة الثانية ساهم في احتلال فريقه المركز الثاني الوصيف بفارق 6 نقاط عن البطل المالكية وصعدا معا إلى الدوري الممتاز. وفي بطولة كأس ملك البحرين خرج من مباراته الأولى عندما خسر في الدور التمهيدي من قلالي 1-2.
في موسمه الخامس 2008-2009 وفي بطولة دوري التصنيف ساهم في احتلال فريقه المركز الثاني عشر بفارق 3 نقاط عن صاحب المركز العاشر الحالة وبالتالي اللعب في الموسم التالي في الدرجة الثانية. وفي بطولة كأس ملك البحرين ساهم في وصول فريقه إلى الدور الربع النهائي حينها خسر من الرفاع 0-2. وفي بطولة كأس الاتحاد البحريني فشل فريقه في التأهل إلى الدور النصف النهائي بعدما احتل المركز الثالث في المجموعة الثانية بفارق 6 نقاط عن المتصدر الرفاع.
في موسمه السادس 2009-2010 وفي بطولة دوري الدرجة الثانية ساهم في احتلال فريقه المركز الثاني بفارق نقطتين عن البطل الحد لينتقل للعب في ملحق الصعود حيث خسر من المالكية بركلات الترجيح بعد تعادلهما 4-4 في مجموع المباراتين. وفي بطولة كأس ملك البحرين ساهم في وصول فريقه إلى الدور الربع النهائي حينها خسر من البسيتين 0-4.
في موسمه السابع 2010-2011 وفي بطولة دوري الدرجة الثانية فشل فريقه في احتلال المركزين الأول والثاني المؤهلين للصعود إلى الدوري الممتاز. وفي بطولة كأس ملك البحرين خرج من مباراته الأولى عندما خسر في الدور 16 من النجمة 1-2.
في موسمه الثامن 2011-2012 وفي بطولة دوري الدرجة الثانية ساهم في احتلال فريقه المركز الثالث بفارق الأهداف عن صاحب المركز الثاني المالكية المؤهل للصعود إلى الدوري الممتاز. وفي بطولة كأس ملك البحرين انسحب فريقه من مواجهة مدينة عيسى في الدور التمهيدي واعتبر خاسرا 0-3.
في موسمه التاسع 2012-2013 وفي بطولة دوري الدرجة الثانية ساهم في تتويج فريقه بالبطولة بعدما تصدر الترتيب بفارق نقطة واحدة عن وصيفه الرفاع الشرقي وصعد إلى الدوري الممتاز وليحقق عيسى ثاني بطولاته مع الأندية.
في موسمه العاشر والأخير 2013-2014 وفي بطولة الدوري الممتاز ساهم في احتلال فريقه المركز العاشر الأخير بفارق 11 نقطة عن منطقة الأمان وبالتالي الهبوط إلى الدرجة الثانية. وفي بطولة كأس ملك البحرين خرج من مباراته الأولى عندما خسر في الدور 16 من المالكية 1-2.
في 1 يوليو 2014 انتقل عيسى من سترة إلى المنامة البحريني (الدوري الممتاز) في صفقة انتقال حر. في موسمه الأول 2014-2015 وفي بطولة الدوري الممتاز ساهم في احتلال فريقه المركز الثالث بفارق 7 نقاط عن البطل المحرق. وفي بطولة كأس ملك البحرين ساهم في وصول فريقه إلى الدور الربع النهائي عندما خسر من المحرق 1-3. وفي بطولة كأس الخليج للأندية فشل فريقه في التأهل إلى الدور الربع النهائي بعدما احتل المركز الثالث الأخير في المجموعة الثالثة بفارق 3 نقاط عن صاحب المركز الثاني كاظمة الكويتي.
في موسمه الثاني 2015-2016 وفي بطولة الدوري الممتاز ساهم في احتلال فريقه المركز السابع بفارق نقطة واحدة عن منطقة الهبوط. وفي بطولة كأس ملك البحرين ساهم في وصول فريقه إلى الدور الربع النهائي عندما خسر من المحرق 2-6. وفي بطولة كأس الاتحاد البحريني فشل فريقه في التأهل إلى الدور النصف النهائي بعدما احتل المركز الثالث في المجموعة الثانية بفارق 3 نقاط عن صاحب المركز الثاني الرفاع الشرقي.
في موسمه الثالث 2016-2017 وفي بطولة الدوري الممتاز ساهم في احتلال فريقه المركز الرابع بفارق 3 نقاط عن البطل المالكية. وفي بطولة كأس ملك البحرين ساهم في تتويج فريقه بالبطولة بعدما تغلب في المباراة النهائية على المحرق 2-1 ليحقق بهرام أولى بطولاته مع الأندية. وفي بطولة كأس الاتحاد البحريني فشل فريقه في التأهل إلى الدور النصف النهائي بعدما احتل المركز السادس في المجموعة الثانية بفارق 6 نقاط عن صاحب المركز الثاني البحرين.
في موسمه الرابع 2017-2018 وفي بطولة الدوري الممتاز ساهم في احتلال فريقه المركز الثالث بفارق 16 نقطة عن البطل المحرق. وفي بطولة كأس ملك البحرين ساهم في وصول فريقه إلى الدور الربع النهائي عندما خسر من النجمة 1-2 في مجموع المباراتين. وفي بطولة كأس السوبر البحريني ساهم في تتويج فريقه بعدما تغلب على المالكية بركلات الترجيح ليحقق بهرام ثاني بطولاته مع الأندية. وفي بطولة كأس النخبة البحريني فشل فريقه في التأهل إلى الدور النصف النهائي بعدما احتل المركز الثالث الأخير في المجموعة الثانية بفارق نقطة واحدة عن صاحب المركز الثاني النجمة. وفي بطولة كأس الاتحاد الآسيوي فشل فريقه في التأهل إلى الدور النصف النهائي لغرب آسيا بعدما احتل المركز الرابع الأخير في المجموعة الثانية بفارق 11 نقطة عن المتصدر العهد اللبناني.
في موسمه الخامس 2018-2019 وفي بطولة الدوري الممتاز ساهم في احتلال فريقه المركز الثاني الوصيف بفارق 6 نقاط عن البطل الرفاع. وفي بطولة كأس ملك البحرين ساهم في وصول فريقه إلى الدور الربع النهائي عندما خسر من المحرق بأفضل الأهداف خارج الأرض بعد التعادل 2-2 في مجموع المباراتين. وفي بطولة كأس النخبة البحريني ساهم في وصول فريقه إلى الدور النصف النهائي عندما خسر من الحد 0-2. وفي بطولة كأس الاتحاد البحريني فشل فريقه في التأهل إلى الدور النصف النهائي بعدما احتل المركز الثاني في المجموعة الثالثة بفارق الأهداف عن المتصدر البحرين.
في موسمه السادس 2019-2020 وفي بطولة الدوري الممتاز ساهم في احتلال فريقه المركز السادس بفارق 4 نقاط عن منطقة الهبوط. وفي بطولة كأس ملك البحرين ساهم في وصول فريقه إلى الدور النصف النهائي عندما خسر من المحرق 1-3 في مجموع المباراتين. وفي بطولة كأس السوبر البحريني خسر فريقه من الرفاع بركلات الترجيح. وفي بطولة كأس الاتحاد البحريني فشل فريقه في التأهل إلى الدور النصف النهائي بعدما احتل المركز الثاني في المجموعة الثانية بفارق 5 نقاط عن المتصدر الرفاع الشرقي.
ي موسمه السابع 2021-2022 وفي بطولة الدوري الممتاز ساهم في احتلال فريقه المركز الثاني الوصيف بفارق 3 نقاط عن البطل الرفاع. وفي بطولة كأس ملك البحرين ساهم في وصول فريقه إلى الدور الربع النهائي عندما خسر من الرفاع الشرقي بركلات الترجيح. وفي بطولة كأس الاتحاد البحريني فشل فريقه في التأهل إلى الدور النصف النهائي.
في موسمه الثامن 2022-2023 وفي بطولة الدوري الممتاز ساهم في احتلال فريقه المركز الثاني الوصيف بفارق نقطة واحدة عن البطل الخالدية. وفي بطولة كأس ملك البحرين ساهم في وصول فريقه إلى الدور النصف النهائي حينها خسر من الحالة 1-2. وفي بطولة كأس الاتحاد البحريني فشل فريقه في التأهل إلى الدور النصف النهائي بعدما احتل المركز الثاني في المجموعة الثانية بفارق نقطة واحدة عن المتصدر الأهلي. وفي بطولة كأس العرب للأندية الأبطال خرج فريقه من المرحلة الأولى عندما خسر في الدور التمهيدي الأول من الهلال السوداني 2-4 في مجموع المباراتين.

## الإنجازات
- سترة (2)
  - دوري الدرجة الثانية (2): 2005/2004 - 2013/2012
- المنامة (2)
  - كأس ملك البحرين (1): 2017/2016
  - كأس السوبر البحريني (1): 2017